# Jesse Haines
Jesse Joseph Haines (Clayton, Ohio, 22 de julio de 1893-Dayton, Ohio, 5 de agosto de 1978), más conocido como Jesse Haines, fue un jugador profesional estadounidense de béisbol que se desempeñó en la posición de lanzador en las Grandes Ligas de Béisbol (MLB). Es miembro del Salón de la Fama del Béisbol.

## Carrera
Haines jugó como profesional una temporada en Cincinnati Reds (1918), después se unió a St. Louis Cardinals, donde jugó 18 temporadas (1920-1937), y fue el equipo en el que se retiró.

## Reconocimiento
En 1970, ingresó como miembro al Salón de la Fama del Béisbol.